# Bathysa sylvestrae
Bathysa sylvestrae är en måreväxtart som beskrevs av Germano-filho och M.Gomes. Bathysa sylvestrae ingår i släktet Bathysa och familjen måreväxter. Inga underarter finns listade i Catalogue of Life.